# 小眼半鱨
小眼半鱨，為輻鰭魚綱鯰形目鱨科的其中一種，為熱帶淡水魚類，分布於亞洲伊洛瓦底江、錫當河、湄公河流域，體長可達150公分，棲息在岩石底質有遮蔽物的溪流底層水域，以甲殼類、魚類為食，生活習性不明，可做為食用魚。

## 扩展阅读
維基物種上的相關：小眼半鱨